# Campeonato de la División II de Fútbol Americano de la NCAA
El Campeonato de la División II de Fútbol Americano de la NCAA es un torneo de postemporada en el que el vencedor se proclama campeón nacional de fútbol americano de la División II de la liga universitaria norteamericana (NCAA).

## Historia
Se celebra desde 1973, cuando se crearon las Divisiones (I, II y III) dentro de la NCAA, para proclamar al vencedor como campeón nacional de la División II. Anteriormente a su actual sede, en Florence (Alabama), se disputó en Sacramento (California), Wichita Falls (Texas), Longview (Texas), Albuquerque (Nuevo México) y McAllen (Texas).
Anteriormente a la creación de Divisiones en agosto de 1973, hubo una subdivisión de la NCAA denominada College Division, pero no guarda relación alguna con lo que ahora es la División II.

## Palmarés
| Temporada | Campeón                               | Finalista                             | Resultado                             |
| --------- | ------------------------------------- | ------------------------------------- | ------------------------------------- |
| 1973      | Louisiana Tech                        | Kentucky Occidental                   | 34-0                                  |
| 1974      | Michigan Central                      | Delaware                              | 54-14                                 |
| 1975      | Michigan del Norte                    | Kentucky Occidental                   | 16-14                                 |
| 1976      | Estatal de Montana                    | Akron                                 | 24-13                                 |
| 1977      | Lehigh                                | Estatal de Jacksonville               | 33-0                                  |
| 1978      | Illinois Oriental                     | Delaware                              | 10-9                                  |
| 1979      | Delaware                              | Estatal de Youngstown                 | 38-21                                 |
| 1980      | Pol. de California                    | Illinois Oriental                     | 21-13                                 |
| 1981      | Estatal del Suroeste de Texas         | Estatal de Dakota del Norte           | 42-13                                 |
| 1982      | Estatal del Suroeste de Texas         | California - Davis                    | 34-9                                  |
| 1983      | Estatal de Dakota del Norte           | Estatal Central                       | 41-21                                 |
| 1984      | Troy                                  | Estatal de Dakota del Norte           | 18-17                                 |
| 1985      | Estatal de Dakota del Norte           | Alabama del Norte                     | 35-7                                  |
| 1986      | Estatal de Dakota del Norte           | Dakota del Sur                        | 27-7                                  |
| 1987      | Troy                                  | Estatal de Portland                   | 31-17                                 |
| 1988      | Estatal de Dakota del Norte           | Estatal de Portland                   | 35-21                                 |
| 1989      | Mississippi College †                 | Estatal de Jacksonville               | 3-0                                   |
| 1990      | Estatal de Dakota del Norte           | Indiana (Pensilvania)                 | 51-11                                 |
| 1991      | Estatal de Pittsburg                  | Estatal de Jacksonville               | 23-6                                  |
| 1992      | Estatal de Jacksonville               | Estatal de Pittsburg                  | 17-13                                 |
| 1993      | Alabama del Norte                     | Indiana (Pensilvania)                 | 41-34                                 |
| 1994      | Alabama del Norte                     | Texas A&M-Kingsville                  | 16-10                                 |
| 1995      | Alabama del Norte                     | Estatal de Pittsburg                  | 27-7                                  |
| 1996      | Norte de Colorado                     | Carson-Newman                         | 23-14                                 |
| 1997      | Norte de Colorado                     | New Haven                             | 51-0                                  |
| 1998      | Estatal del Noroeste de Misuri        | Carson-Newman                         | 24-6                                  |
| 1999      | Estatal del Noroeste de Misuri        | Carson-Newman                         | 58-52 (4 prórrogas)                   |
| 2000      | Estatal del Delta                     | Bloomsburg                            | 63-34                                 |
| 2001      | Dakota del Norte                      | Estatal de Grand Valley               | 17-14                                 |
| 2002      | Estatal de Grand Valley               | Estatal de Valdosta                   | 31-24                                 |
| 2003      | Estatal de Grand Valley               | Dakota del Norte                      | 10-3                                  |
| 2004      | Estatal de Valdosta                   | Estatal de Pittsburg                  | 36-31                                 |
| 2005      | Estatal de Grand Valley               | Estatal del Noroeste de Misuri        | 21-17                                 |
| 2006      | Estatal de Grand Valley               | Estatal del Noroeste de Misuri        | 17-14                                 |
| 2007      | Estatal de Valdosta                   | Estatal del Noroeste de Misuri        | 25-20                                 |
| 2008      | Minnesota-Duluth                      | Estatal del Noroeste de Misuri        | 21-14                                 |
| 2009      | Estatal del Noroeste de Misuri        | Estatal de Grand Valley               | 30-23                                 |
| 2010      | Minnesota-Duluth                      | Estatal de Delta                      | 20-17                                 |
| 2011      | Estatal de Pittsburg                  | Estatal de Wayne (Míchigan)           | 35-21                                 |
| 2012      | Estatal de Valdosta                   | Estatal de Winston-Salem              | 35-7                                  |
| 2013      | Estatal del Noroeste de Misuri        | Lenoir–Rhyne                          | 43-28                                 |
| 2014      | CSU–Pueblo                            | MSU–Mankato                           | 13-0                                  |
| 2015      | Estatal del Noroeste de Misuri        | Shepherd                              | 43-28                                 |
| 2016      | Northwest Missouri State              | North Alabama                         | 29-3                                  |
| 2017      | Texas A&M–Commerce                    | West Florida                          | 37-27                                 |
| 2018      | Valdosta State                        | Ferris State                          | 49-47                                 |
| 2019      | West Florida                          | Minnesota State–Mankato               | 48-40                                 |
| 2020      | Cancelado por la pandemia de Covid-19 | Cancelado por la pandemia de Covid-19 | Cancelado por la pandemia de Covid-19 |
| 2021      | Ferris State                          | Valdosta State                        | 58-17                                 |
| 2022      | Ferris State                          | Colorado Mines                        | 41-14                                 |
| 2023      | Harding                               | Colorado Mines                        | 38-7                                  |
| 2024      | Ferris State                          | Valdosta State                        | 49-14                                 |

† Mississippi College perdió el campeonato tras ser sancionado por violacíon de las reglas de captación de deportistas, quedando vacante el título.

## Títulos por Equipo
| Equipo                   | Títulos | Años Campeón                       |
| ------------------------ | ------- | ---------------------------------- |
| Northwest Missouri State | 6       | 1998, 1999, 2009, 2013, 2015, 2016 |
| North Dakota State       | 5       | 1983, 1985, 1986, 1988, 1990       |
| Grand Valley State       | 4       | 2002, 2003, 2005, 2006             |
| Valdosta State           | 4       | 2004, 2007, 2012, 2018             |
| Ferris State             | 3       | 2021, 2022, 2024                   |
| North Alabama            | 3       | 1993, 1994, 1995                   |
| Pittsburg State          | 2       | 1991, 2011                         |
| Minnesota–Duluth         | 2       | 2008, 2010                         |
| Northern Colorado        | 2       | 1996, 1997                         |
| Texas State              | 2       | 1981, 1982                         |
| Troy                     | 2       | 1984, 1987                         |
| Cal Poly                 | 1       | 1980                               |
| Central Michigan         | 1       | 1974                               |
| CSU–Pueblo               | 1       | 2014                               |
| Delaware                 | 1       | 1979                               |
| Delta State              | 1       | 2000                               |
| Eastern Illinois         | 1       | 1978                               |
| Harding                  | 1       | 2023                               |
| Jacksonville State       | 1       | 1992                               |
| Lehigh                   | 1       | 1977                               |
| Louisiana Tech           | 1       | 1973                               |
| Montana State            | 1       | 1976                               |
| North Dakota             | 1       | 2001                               |
| Northern Michigan        | 1       | 1975                               |
| Texas A&M–Commerce       | 1       | 2017                               |
| West Florida             | 1       | 2019                               |
| Mississippi College      | 0       | 1989                               |